# トラックマニア ターボ
『トラックマニア ターボ』(TRACKMANIA TURBO)は、ユービーアイソフトより2016年3月24日に発売されたゲームソフト。略称は『TMT』。
対応プラットフォームはPlayStation 4（PlayStation VR対応）、Xbox One、PC（Microsoft Windows）。PS4版のみパッケージ版も発売される。

## 概要
ジェットコースターのようなアクロバティックなコースでレースを行う『トラックマニア』シリーズの最新作。シリーズ初のPlayStation 4版とXbox One版が発売される。オフラインでは画面を4分割し、1人～4人での対戦が可能。オンラインでは最大32人の対戦が可能。
マップは未来都市、渓谷地帯など4つの街があり、全200種類。キャンペーンモードクリア後はコースエディットも可能になる。また、コースをランダムで自動生成することもできる。
ソフト発売と同時にPlayStation Storeでは無料の体験版も配信された。

## ゲームモード
キャンペーンモード
全200種類のコースをクリアするモード。
トラックビルダーモード
オリジナルのコースを作成できるモード。作成したコースをネットに接続して他のプレイヤーとシェアすることができる。
ダブルドライバーモード
1台の車を2人で操作するモード。2人の操作を合わせる必要がある。
VRエクスペリエンス
PlayStation VR用のモード。アップデートで追加された。